# Apopyros
Apopyros es un género de plantas con flores perteneciente a la familia Asteraceae. Comprende 4 especies descritas y de estas, solo 2 aceptadas.

## Taxonomía
El género fue descrito por Guy L. Nesom y publicado en Phytologia 76(2): 177. 1994.

## Especies
A continuación se brinda un listado de las especies del género Apopyros aceptadas hasta junio de 2011, ordenadas alfabéticamente. Para cada una se indica el nombre binomial seguido del autor, abreviado según las convenciones y usos.
- Apopyros corymbosus (Hook. & Arn.) G.L.Nesom
- Apopyros warmingii (Baker) G.L.Nesom